# Pipa-spel
Het Pipa-spel (Chinees: 琵琶行) is een gedicht van de Chinese poëet Bai Juyi (白居易 Bái Jūyì) (772-846). Het werd gecreëerd gedurende de Tang-dynastie (618-907) in China die zowel floreerde op economisch als op literair gebied. 

## Verzen

### Pipa-spel (Nederlands)
“Dikke snaren spetteren als plotse regen
Fijne snaren trillen zachtjes als gefluister
Spetteren en zachtjes trillen: een mengelmoes van getokkel
Grote en kleine parels neerpingelend op een plaat van jade”

### 琵琶行 (Vereenvoudigd Chinees)
大弦嘈嘈如急雨
小弦切切如私语
嘈嘈切切错杂弹
大珠小珠落玉盘

### 琵琶行 (Traditioneel Chinees)
大弦嘈嘈如急雨
小弦切切如私語
嘈嘈切切錯雜彈
大珠小珠落玉盤

### Pípá xíng (pinyin)
dàxián cáocáo rú jíyǔ
xiǎoxián qiēqiē rú sīyǔ
cáocáo qiēqiē cuòzá tán
dà zhū xiǎo zhū luò yù pán

## Symboliek in Chinese cultuur
Het snelle spel en de gevarieerde klanken van de pipa worden voorgesteld als het pingelend geluid van grote en kleine parels die door elkaar op een jaden plaat neertikken. 
De Oriental Pearl Tower televisietoren, het bekendste zicht van de stad Shanghai in China, ontleent zijn architectuur, uitzicht en naam aan deze poëzie. In de architectuur zijn 11 bollen van zowel grotere als kleinere afmetingen verwerkt. Gezien vanaf de Bund in Shanghai, wekt het gebouw het beeld op van parels, grote en kleine, die vanuit de hemel naar beneden pingelen op het jaden bord, voorgesteld door het oppervlak van de Huangpu Jiang rivier. Op deze wijze doet het denken aan de muziek van de pipa.